# Colombier (Guilguiffin)

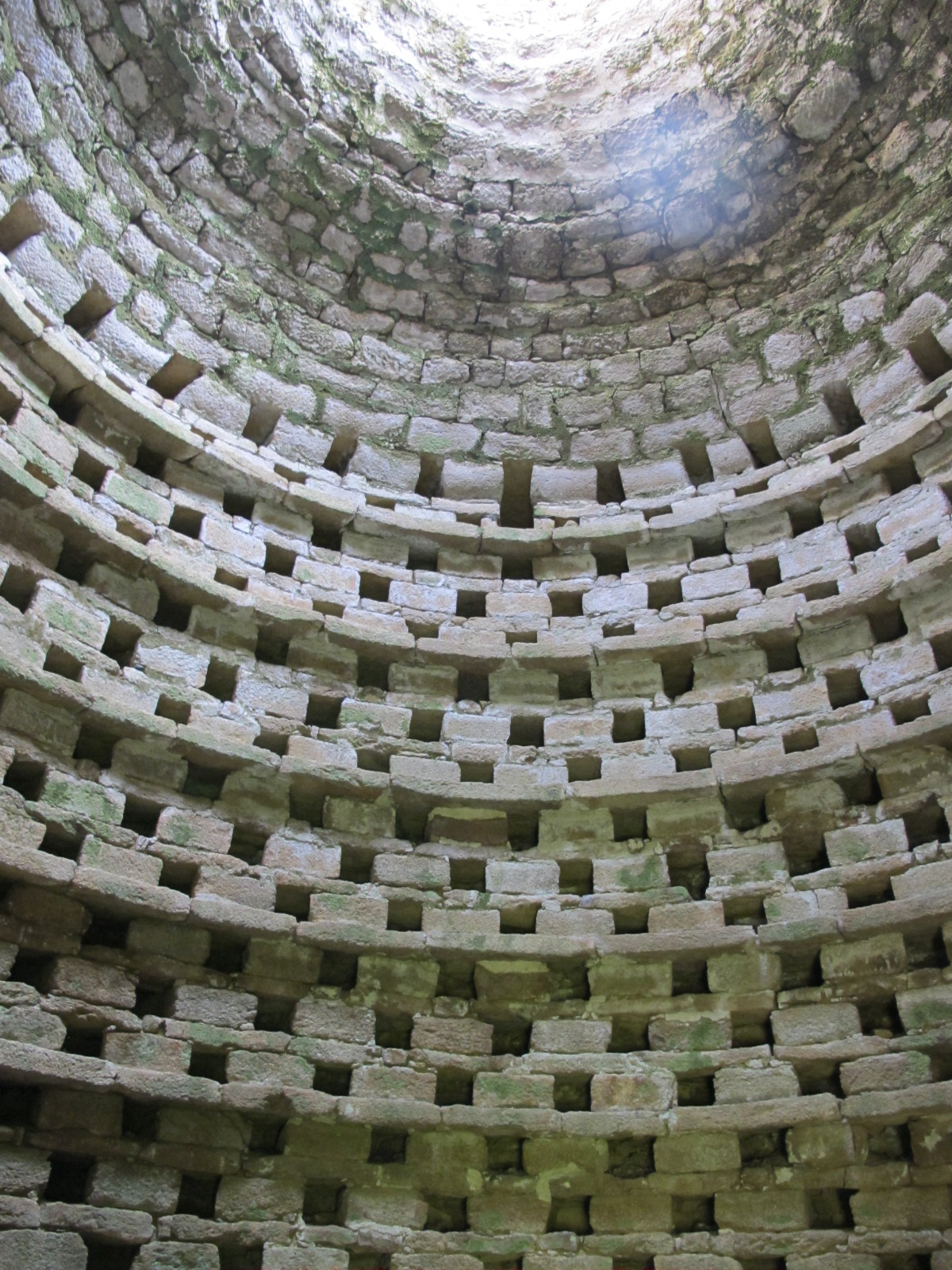
Le colombier de Guilguiffin : vue intérieure ; les boulins.

Le colombier de Guilguiffin est un colombier situé en Bretagne, dans le département du Finistère, à Landudec près du château du Guilguiffin. Il a été construit aux XVe siècle/XVIe siècle. Il a été inscrit monument historique en 2002 en même temps que le château.
Il a la forme d'une tour ronde de pierres irrégulières, avec un toit en pierre. Il a été construit avant le château actuel, donc avant 1750.

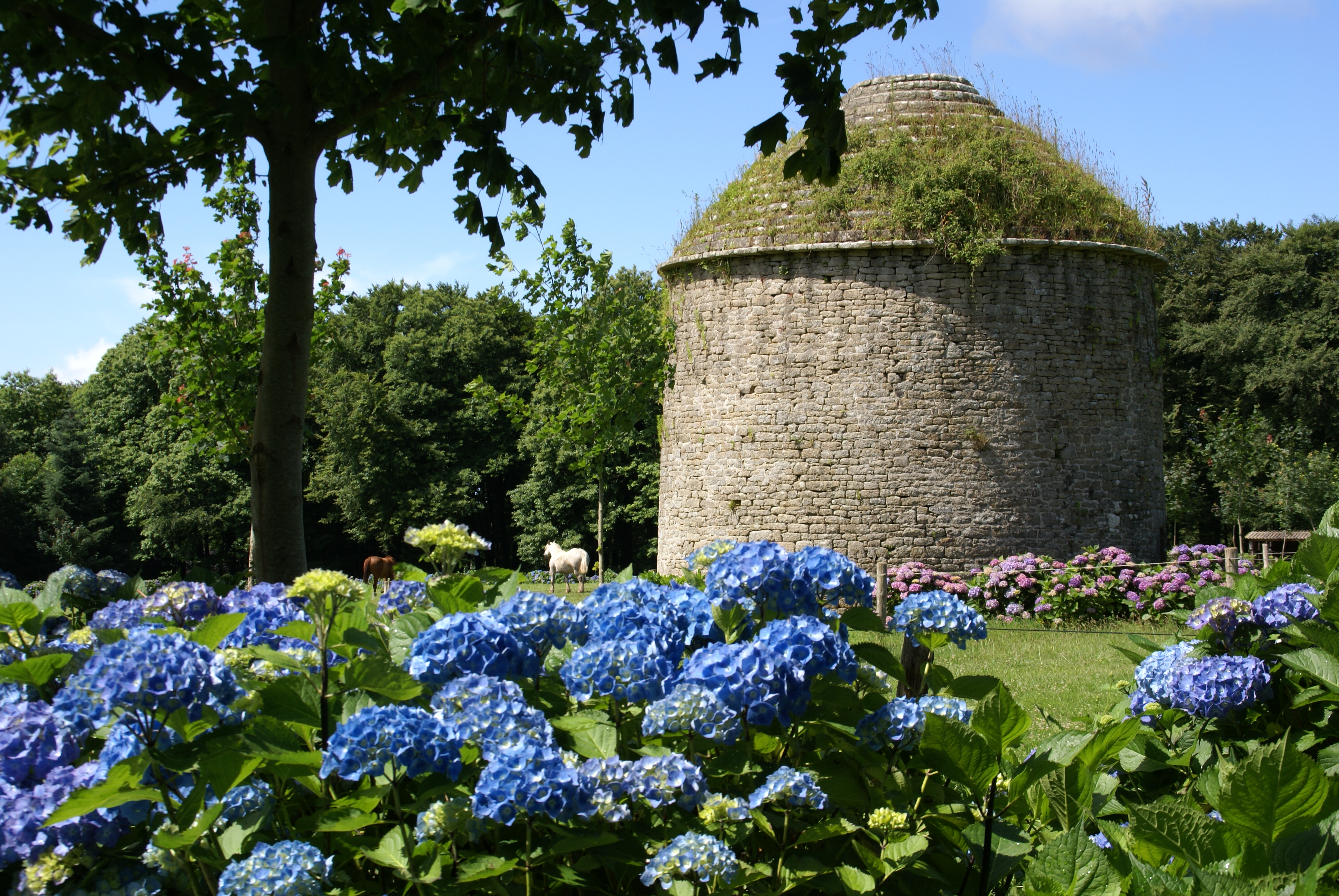
Le colombier du château du Guilguiffin.

## Livres
- Le Patrimoine des Communes du Finistère. Flohic Editions, Band 2, Paris 1998,  (ISBN 2-84234-039-6).